# کتابخانه‌های دانشگاهی

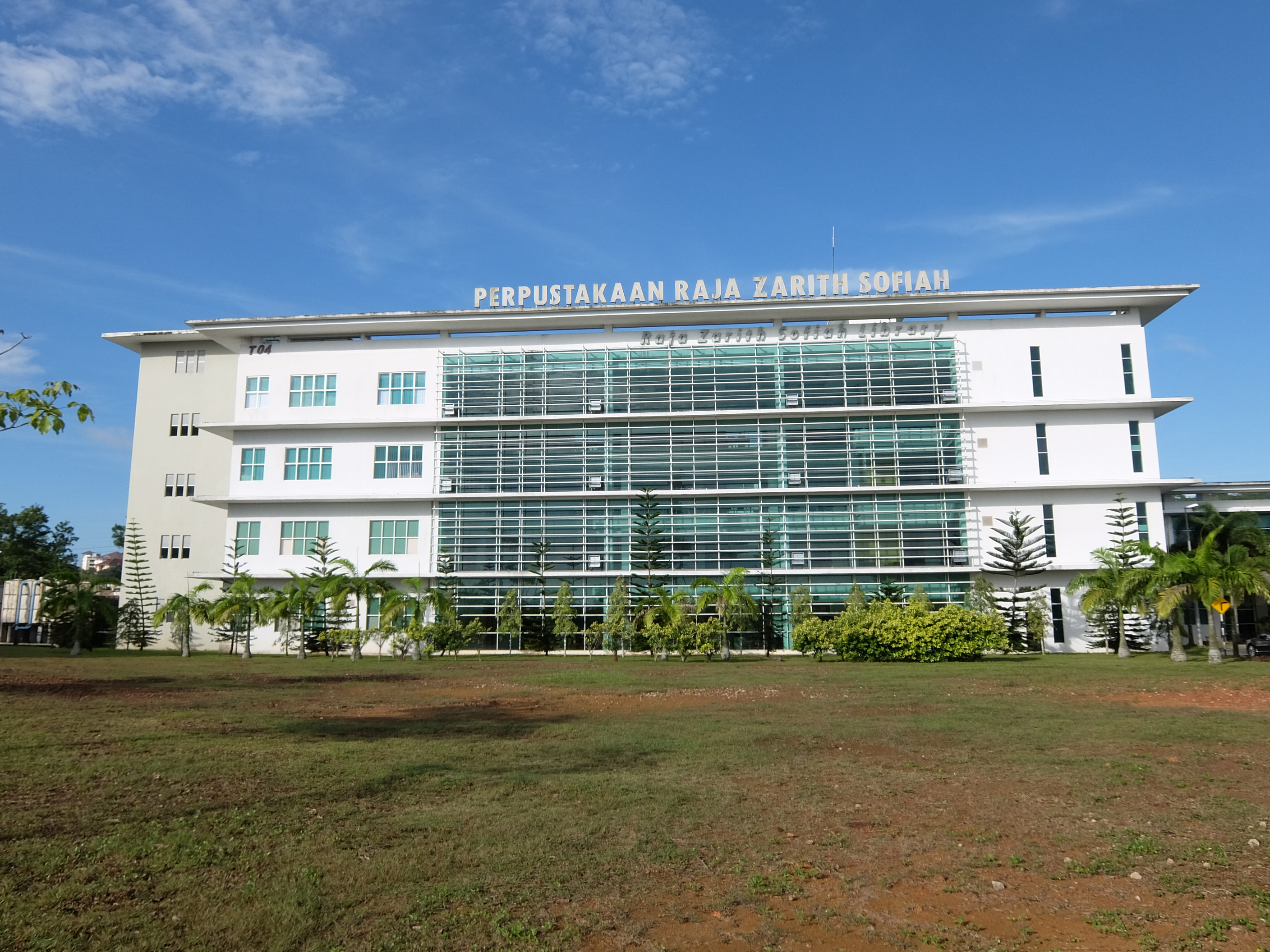
کتابخانه‌های دانشگاهی

زمانی کتابخانه دانشگاه تنها به عنوان مخزنی برای نگهداری مجموعه کتب تلقی می‌شد و در روند آموزشی نقش جنبی داشت امروزه با تحولات چشمگیری که در دیدگاه مسئولین، پژوهشگران، اعضای هیئت علم و دانشجویان دانشگاه به وجود آمده اکنون دانشگاهیان کتابخانه دانشگاهی را به عنوان نیرویی فعال در آموزش و پژوهش می‌شناسند.
کتابخانه بخش جدایی ناپذیر دانشگاه و عامل مهمی در ساختار دانشگاه‌ها به شمار می‌رود و کتابداران نیز اعضای اصل جامعه علمی محسوب می‌شوند.

## وظایف
فلسفه وجودی دانشگاه آموزش و پژوهش است. از این رو تمامی فعالیت‌های دانشگاهی باید در جهت رسیدن به این دو هدف اصلی جهت و سو داده شود. تمامی بخش‌های دانشگاه‌ها نیز وظیفه دارند اهداف و استراتژی‌های خویش را با توجه به فلسفه وجودی دانشگاه تعیین کنند.
در این میان کتابخانه‌های دانشگاهی قلب تپنده دانشگاه محسوب می‌گردند. فعالیت‌های کتابخانه نقش به سزایی بر روند آموزش و پژوهش در دانشگاه دارد؛ بنابراین وظیفه اصلی کتابخانه‌های دانشگاهی آموزش و پژوهش تمامی اعضای دانشگاهی است.
وظایف:
1. آموزشی
2. پژوهشی
3. اجرایی و مدیریت
4. دیگر

## کارکنان
یک کتابدار به دلیل نوع کار و وظایفی که دارد لازم است دارای مدارک عالی دانشگاهی و تخصصی باشد. با تغییر نامی که در این رشته حاصل شده‌است کتابداری به علم اطلاعات و دانش‌شناسی تبدیل شده‌است؛ لذا مدرک دانشگاهی آنان با عنوان علم اطلاعات و دانش‌شناسی شناخته می‌شود.

## پیوند داخلی
دانشگاه
کتابخانه